# Alberto Entrerríos Rodríguez
Alberto Entrerríos Rodríguez (Gijón, Asturija, 7. studenoga 1976.) je španjolski rukometaš. Igra na poziciji lijevog vanjskog napadača. Španjolski je reprezentativac.  Trenutačno igra za španjolski klub BM Ciudad Real. Još je igrao za Naranco, Ademar Leon i Barcelonu.
Osvajač je zlata na SP 2005., juniorskom EP 2000. i Mediteranskim igrama 2005., srebra na EP 2006. i brončane medalje na EP 2000., OI u Pekingu 2008. i Olimpijskim igrama u Sydneyu 2000. Osvojio je brojne klupske naslove u Španjolskoj i Europi. Bio je proglašen najboljim igračem lige ASOBAL 1999./2000., 2000./2001. i 2001./2002 i članom idealne momčadi lige ASOBAL 2003./2004.
Brat je španjolskog reprezentativnog rukometaša Raúla Entrerríosa.

## Vanjske poveznice
- http://www.ehfcl.com/men/2007-08/article/10517